# RETScreen
RETScreenクリーンエネルギー管理ソフトウェア (略名 RETScreen) は、カナダ政府が開発した ソフトウェアパッケージです。RETScreen Expertは２０１６年にサンフランシスコにて開催されたクリーン・エネルギー担当閣僚級会合にてハイライトされました。
RETScreen Expert が現行版で、2016年9月19日にリリースされました。このソフトは、計画中の再生可能エネルギーやエネルギー節約プロジェクトの場で、技術的および資金的な存続可能性の複合的な判定、アセスメント、最適化を可能にします。さらに、現存の施設のパフォーマンスの測定と認証及びエネルギー節約・生産チャンスの認定も可能です。RETScreen の「Viewer Mode」は無料で、ソフトのすべての機能性に対するアクセスが可能です。RETScreenの過去の版と異なり、新たなユーザーがセーブしたりプリントしたり出来る「Professional Mode」が年間購読ベースで取得可能となりました。
RETScreen SuiteはRETScreen 4 とRETScreen Plusとで構成された、旧バージョンのRETScreen ソフトです。RETScreen Suiteにはコージェネとオフグリッドの分析能力が入っています。
RETScreen Suite と異なり、RETScreen Expertは一つに統合されたプラットフォームで、プロジェクトのアセスメントのための詳細な複合的な典型タイプを使用しています。そして、ポートフォリオ分析能力が入っています。RETScreen Expertは、複数のデータベース、例えば 6,700箇所の地上ステーションとNASA の衛星のデータから得られた気象情報のグローバルデータベースや、コストデータベース、プロジェクトデータベース、水文学データベース、および製品データベースなどを統合し、電子テキストブックを含んだユーザー援助のトレーニング材料を含んでいます。

## 歴史
RETScreenの最初のバージョンは1998年4月30日に発表され、RETScreen Version 4 は、カナダの環境省によりインドネシア、バリで2007年12月11日に発表された。RETScreen Plus は2011年に発表されRETScreen Suite (RETScreen 4 とRETScreen Plus を統合してさらに多数のアップグレードを加えた)は2012年に発表された。RETScreen Expert は2016年９月１９日に公開されている。

## プログラム要件
プログラムには、Microsoft®  Windows 7 SP1, Windows 8.1 もしくはWindows 10；とMicrosoft .NET Framework 4.7 以降が必要です。また、Mac用Parallels または VirtualBox を使用してApple Macintoshコンピューターでプログラムを実行することもできます。

## パートナー
RETScreenは、カナダ政府の機関であるカナダ天然資源省のCanmetENERGY Varennes Research Centre of Natural Resources Canadaの指導および持続的財政支援を受けて管理されている。コアチームは 他の多くの政府及び多国間の機関との提携を活用し、産業界、政府、学会の専門家から成る大規模なネットワークから技術支援を受けている。 主要パートナーにはNASAの ラングリー研究センター, 再生エネルギー・エネルギー効率パートナーシップ(REEEP), オンタリオ州の 独立電力システム機関(IESO), UNEPの技術、産業、経営局のエネルギー省、 世界環境施設 (GEF), 世界銀行のプロトタイプ炭素基金, ヨーク大学の持続可能エネルギーイニシアチブ などがある。

## 使用例
2018年2月時点で、RETScreenソフトウェアは世界中に575,000人以上のユーザーがいる 。2004年に実施された独立した影響研究では、2013年までにRETScreenソフトウェアの使用により、世界の取引費用を80億ドル以上削減し、年間2,000万トン（20 MT）の温室効果ガスを削減し、設置済みのクリーンエネルギーの容量を少なくとも24ギガワット（GW）可能にしてきたと見積っている。
RETScreenは、クリーンエネルギープロジェクトを促進・実施するために広く使用されている。例としてRETScreenは以下の目的で使用されている。
- エンパイア•ステート•ビル の省エネ対策手段の設置[22]
- ３Mカナダの製造工場施設に使用[23]
- アイルランドの風力産業が将来の新プロジェクト分析に広範囲に使用[24]
- オンタリオ州の数百の学校の成果をモニターするために使用。[25]
- Manitoba Hydroの熱・電力併用プログラム(バイオエネルギーの最適化) プログラムで使用して、プロジェクトの妥当性を選別[26][27]
- 綜合大学やカレッジのエネルギーを管理するために使用。[28]
- カナダ、トロントでの光起電の性能について複数年に渡り査定と評価を実施[29][30]
- 米国空軍施設でのソーラー空気加熱の分析[31]
- オンタリオア州の各自治体でエネルギー効率化の可能性を確認[32][33]

RETScreenが多様な背景で使用されている方法について詳述した豊富な記事は、RETScreenのウェブサイトで閲覧できる。
RETScreenは、教育・研究用ツールとして、世界中で少なくとも1,100 以上の大学と教育機関でも使用されている他、学術文献でも頻繁に引用されている。学術界でのRETScreenの利用例は、RETScreen Clean Energy Bulletinの「出版物と報告書（Publications and Reports）」および「大学とカレッジのコース（University and College Courses）」のセクションで閲覧できる。
RETScreenの使用は、世界の政府であらゆる段階のクリーンエネルギー・インセンティブにて、義務付けられ推奨されている。例として、 UNFCCC および EU、カナダ、ニュージーランド、イギリス、多くのアメリカの州、カナダの州と都市、公益事業が挙げられる。政府、サウジアラビア、 西・中央アフリカの15か国の公式の要請により、各国や地域でRETScreenトレーニングワークショップが実施されている。

## 賞および評価
2010, RETScreen International は、カナダ政府が公営企業に授与する最高の賞であるPublic Service Award of Excellenceを受賞した。 RETScreenおよびRETScreenチームは、Ernst & Young/Euromoney Global Renewable Energy Award、Energy Globe (カナダ国内賞)、GTEC Distinction Award Medal. を含む、数多くの栄誉ある賞にノミネートされ受賞してきた。

## レビュー
国際エネルギー機関 によるソフトウェアの水力発電部分のベータ版に対するレビューでは、「非常に素晴らしい」と評価されている。また、欧州環境機関 はRETScreenを「非常に有益なツール」と表現している。 RETScreenは、「再生エネルギーの設置を評価する数少ないソフトウェアの一つであり、これまでで最高の製品」 であり、世界のクリーンエネルギーで「市場の一貫性を強化するツール」と評されている。